# Mitsubishi Pistachio
La Mitsubishi Pistachio è una autovettura prodotta dalla casa automobilistica giapponese Mitsubishi Motors nel 1999.

## Descrizione
La Pistachio è una compatta due volumi a tre porte, basata sulla piattaforma allungata della contemporanea Mitsubishi Minica. 
Alimentata da un quattro cilindri bialbero 16V siglato 4A31 da 1094 cm³ capace di erogare 54 kW (73 CV) a 6000 giri/min e 100 Nm di coppia a 4000 giri/min, la vettura è stata progettata per massimizzare il risparmio di carburante e ridurre al minimo le emissioni. Aveva un peso a vuoto di circa 700 kg, pneumatici con battistrada sottile da 135/80R13, servosterzo elettrico, collettore di scarico in acciaio inossidabile alleggerito, cerchi e cofano in alluminio, vetri con spessore ridotto e schienale dei sedili anch'essi in alluminio. Il motore da 1,1 litri utilizzava sia l'iniezione diretta di benzina (GDI) che il sistema Start&Stop denominato dalla Mitsubishi Automatic Stop-Go (ASG), che spegneva il motore a veicolo fermo e lo riavvia automaticamente quando veniva premuta la frizione. La Pistachio ha registrato un consumo di carburante di 3,33 l/100 km.